# (2218) Wotho
(2218) Wotho (1975 AK) – planetoida z grupy pasa głównego asteroid okrążająca Słońce w ciągu 5,3 lat w średniej odległości 3,04 au. Odkryta 10 stycznia 1975 roku.